# Esingen (Palzem)
Esingen ist ein Ortsteil und ein Ortsbezirk der Ortsgemeinde Palzem im Landkreis Trier-Saarburg in Rheinland-Pfalz. 

## Geographie
Der von der Landwirtschaft geprägte Ort liegt zwischen dem Moseltal und dem Saargau.
Nachbarorte neben Palzem selbst im Südwesten sind die weiteren Ortsbezirke Dilmar im Süden und Helfant im Norden sowie der Wincheringer Ortsteil Bilzingen im Nordosten und die Merzkirchener Ortsteile Rommelfangen im Osten und Südlingen im Südosten.

## Geschichte
Das Dorf wurde urkundlich erstmals 1258 als Bona de Enselingen erwähnt. Der Name soll sich auf den fränkischen Personennamen Ensilio zurückführen lassen. Die Trierer Abtei St. Matthias war im Mittelalter Grundherr.
Bis zur Auflösung von Kurtrier gehörte Esingen (damals noch mit der Schreibweise Essingen) zum Amt Saarburg. Die Inbesitznahme des Linken Rheinufers durch französische Revolutionstruppen beendete die alte Ordnung. Der Ort wurde von 1798 bis 1814 Teil der Französischen Republik (bis 1804) und anschließend des Französischen Kaiserreichs, zugeordnet dem Kanton Saarburg im Arrondissement Trier des Saardepartements. Nach der Niederlage Napoleons kam Esingen 1815 aufgrund der auf dem Wiener Kongress getroffenen Vereinbarungen zum Königreich Preußen. Der Ort gehörte nun dem Kreis Saarburg im Regierungsbezirk Trier an, der 1822 Teil der neu gebildeten Rheinprovinz wurde.
Als Folge des Ersten Weltkriegs war die gesamte Region dem französischen Teil der Alliierten Rheinlandbesetzung zugeordnet. Im Ort wurde 1932/33 ein älterer Vorgängerbau durch die neue Kirche St. Isidor ersetzt. Nach dem Zweiten Weltkrieg  gehörte Esingen zu den Gemeinden der französischen Besatzungszone, die im Februar 1946 an das Saarland angeschlossen wurden, im Juni 1947 aber auch zu den Orten des Landkreises Saarburg, die wieder zurück gegliedert und Teil des damals neu gebildeten Landes Rheinland-Pfalz wurden.
Im Rahmen der rheinland-pfälzischen Gebiets- und Verwaltungsreform wurde der Landkreis Saarburg auf der Grundlage des „Dritten Landesgesetzes über die Verwaltungsvereinfachung im Lande Rheinland-Pfalz“ mit Wirkung vom 7. Juni 1969 aufgelöst und seine Gemeinden dem neu gebildeten Landkreis Trier-Saarburg zugeordnet. Am 17. März 1974 wurde die dahin selbstständige Gemeinde Esingen mit zu diesem Zeitpunkt 91 Einwohnern – zusammen mit drei weiteren Gemeinden – nach Palzem eingemeindet.

## Politik
Esingen ist gemäß Hauptsatzung einer von sechs Ortsbezirken der Ortsgemeinde Palzem. Der Bezirk umfasst das Gebiet der ehemaligen Gemeinde. Auf die Bildung eines Ortsbeirats wurde verzichtet. Die Interessen des Ortsbezirks werden von einem Ortsvorsteher vertreten.
Daniel Mirtennutz wurde am 4. September 2024 Ortsvorsteher von Esingen. Da bei der Direktwahl am 9. Juni 2024 kein Wahlvorschlag eingereicht wurde, oblag die Neuwahl des Ortsvorstehers gemäß rheinland-pfälzischer Gemeindeordnung dem Gemeinderat von Palzem, der sich auf seiner konstituierenden Sitzung für Daniel Mirtennutz entschied.
Sein langjähriger Vorgänger war Richard Fochs (FWG).

## Sehenswürdigkeiten
In der Denkmalliste des Landes Rheinland-Pfalz (Stand: 2021) werden drei Kulturdenkmäler genannt:
- Römisch-Katholische Filialkirche St. Isidor, historisierender Saalbau (1932/33)
- Streckhof (1819)
- Stelenkreuz (Ende 19. Jahrhundert)

Ein Weiher östlich von Esingen ist als Naturdenkmal ausgewiesen.

## Wirtschaft und Infrastruktur
Esingen liegt an der Kreisstraße 112. Im Ort zweigt die K 115 in Richtung Dilmar ab.